# 阿鲁河畔里尼
阿魯河畔里尼（法語：Rigny-sur-Arroux，法語發音：[ʁiɲi syʁ aʁu]）是法国索恩-卢瓦尔省的一个市镇，属于沙罗勒区。

## 地理
阿鲁河畔里尼（46°31'58"N, 4°1'40"E）面积48.17 平方千米，位于法国勃艮第-弗朗什-孔泰大區索恩-卢瓦尔省，该省份为法国中部省份，北起顺时针与科多尔省、汝拉省、安省、罗讷省、卢瓦尔省、阿列省和涅夫勒省接壤。
与阿鲁河畔里尼接壤的市镇（或旧市镇、城区）包括：屈尔丹、克莱西、迪关、格尼翁、拉莫特圣让、讷维格朗尚、圣樊尚-布拉尼。

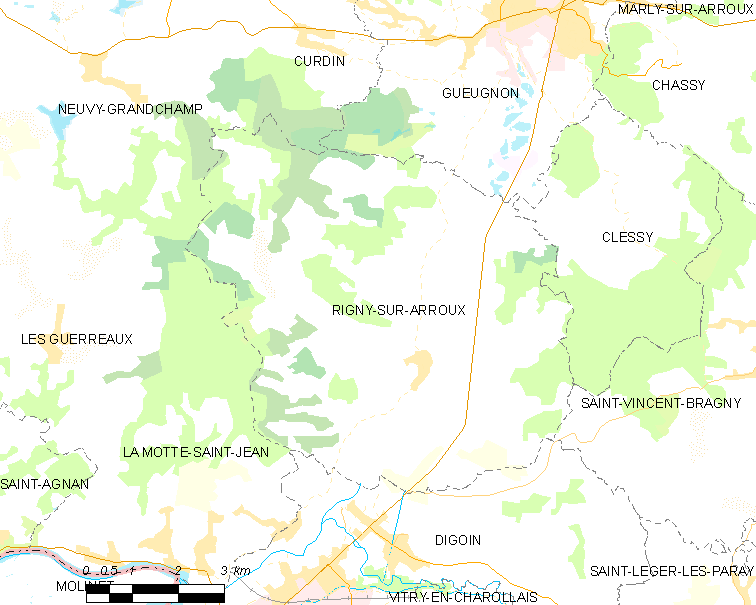
阿鲁河畔里尼的OSM定位图

阿鲁河畔里尼的时区为UTC+01:00、UTC+02:00（夏令时）。

## 行政
阿鲁河畔里尼的邮政编码为71160，INSEE市镇编码为71370。

## 政治
阿鲁河畔里尼所属的省级选区为格尼翁县。

## 人口

1962-2008年间阿鲁河畔里尼人口变化图示

阿鲁河畔里尼于2022年1月1日时的人口数量为616人。